# Sainte-Agathe-des-Monts
Sainte-Agathe-des-Monts – miasto w Kanadzie, w prowincji Quebec.